# Ronzo-Chienis
Ronzo-Chienis (Rónž e Cianìs in dialetto trentino, pronunciato [ronzo]) è un comune italiano di 1 009 abitanti della provincia di Trento. Il nome del comune deriva da due villaggi, comuni autonomi fino al 1924, oggi costituenti un unico centro abitato, per cui non si tratta di un comune sparso.

## Geografia fisica

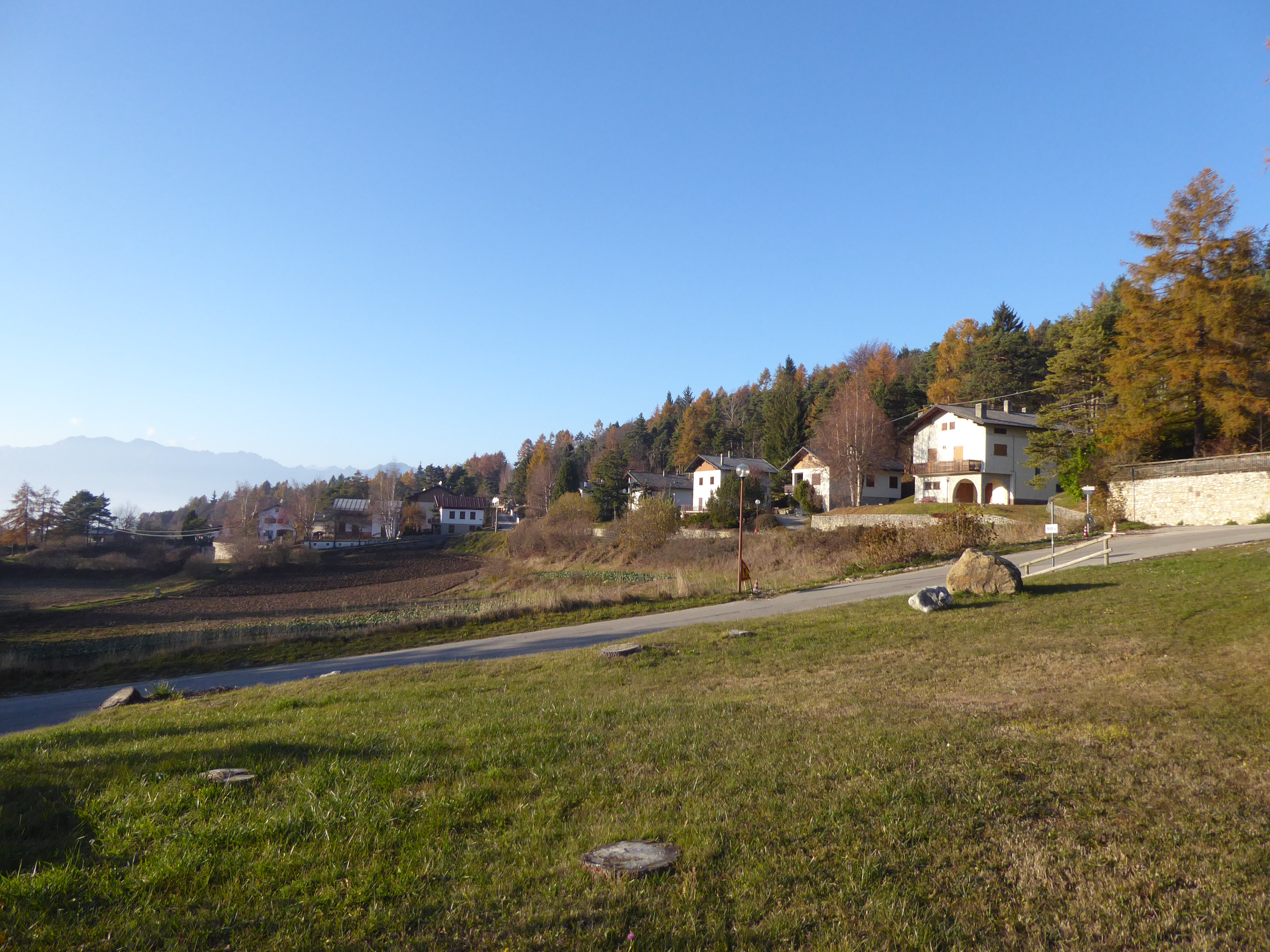
Scorcio della frazione di Santa Barbara

Ronzo-Chienis si trova in Val di Gresta ad un'altitudine di 1000 m s.l.m., in una posizione in cui risente degli influssi del lago di Garda, distante una decina di km in linea d'aria in direzione Sud; verso gli altri tre punti cardinali è contornato dalle montagne: a Nord lo Stivo, a Est il monte Biaena e a Ovest il monte Creino.

## Storia amministrativa

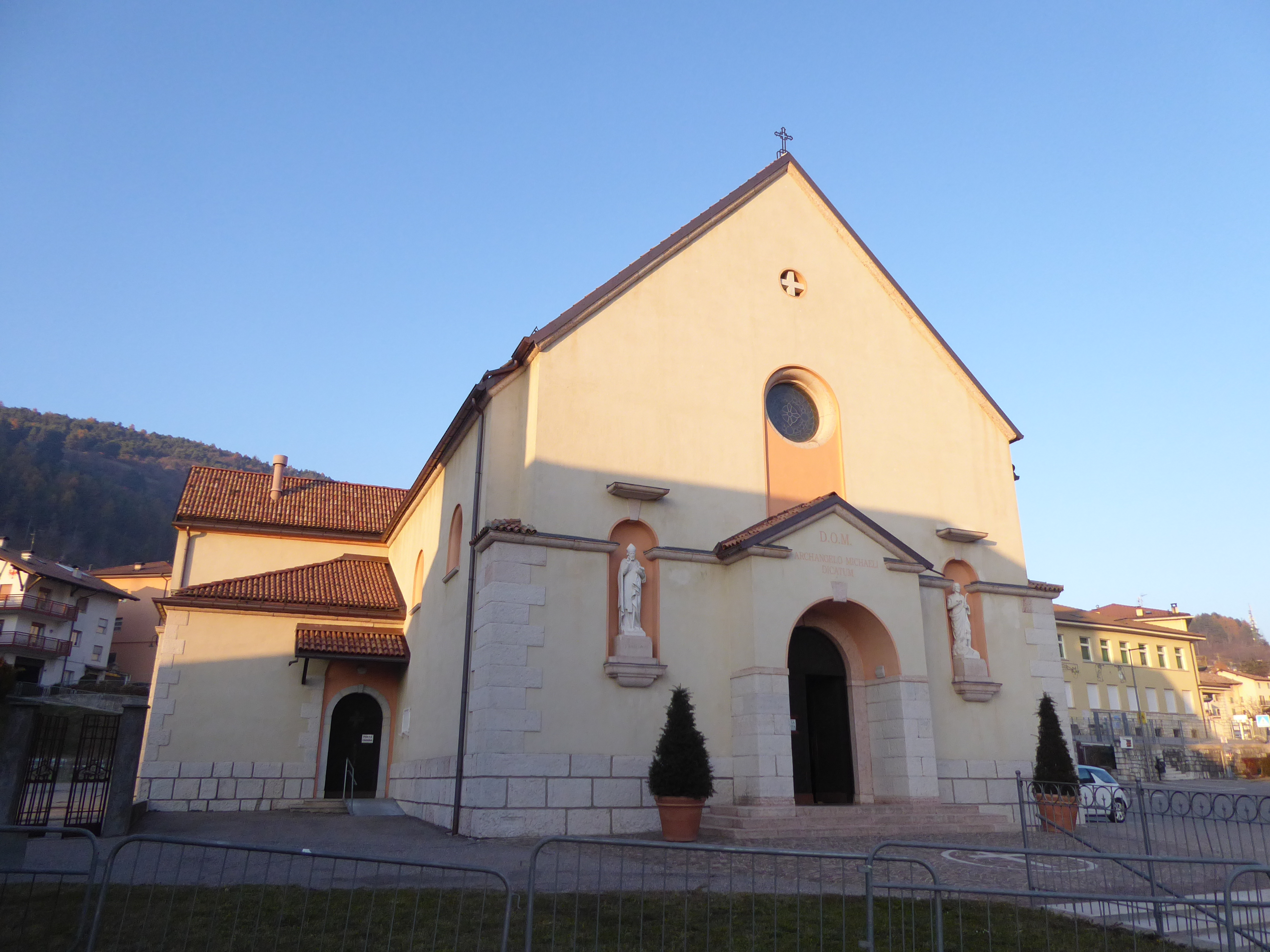
La nuova chiesa parrocchiale della Dedicazione di San Michele Arcangelo

All'epoca dell'annessione del Trentino al Regno d'Italia (1920) esistevano i comuni di Pannone, Manzano, Nomesino, Ronzo e Chienis; nel 1924 il comune di Pannone assorbì il territorio degli altri quattro. Nel 1971 i territori degli ex comuni di Manzano e Nomesino e dell'originario comune di Pannone furono annessi al vicino comune di Mori; di conseguenza il comune di Pannone, corrispondente ormai soltanto agli ex comuni di Ronzo e Chienis, venne ribattezzato "Ronzo-Chienis".

## Monumenti e luoghi d'interesse

### Architetture religiose
- Vecchia chiesa della Dedicazione di San Michele Arcangelo: antica chiesa parrocchiale
- Nuova chiesa della Dedicazione di San Michele Arcangelo: nuova parrocchiale, adiacente alla precedente omonima da cui ereditò anche gli arredi sacri, costruita tra il 1945 e il 1949[6]
- Chiesa di Sant'Antonio di Padova a nordest del passo Santa Barbara, attestata dal 1681[7]
- Chiesa di Santa Barbara, nell'omonima località, costruita nel 1971-74[8]

## Società

### Evoluzione demografica
Abitanti censiti

## Economia

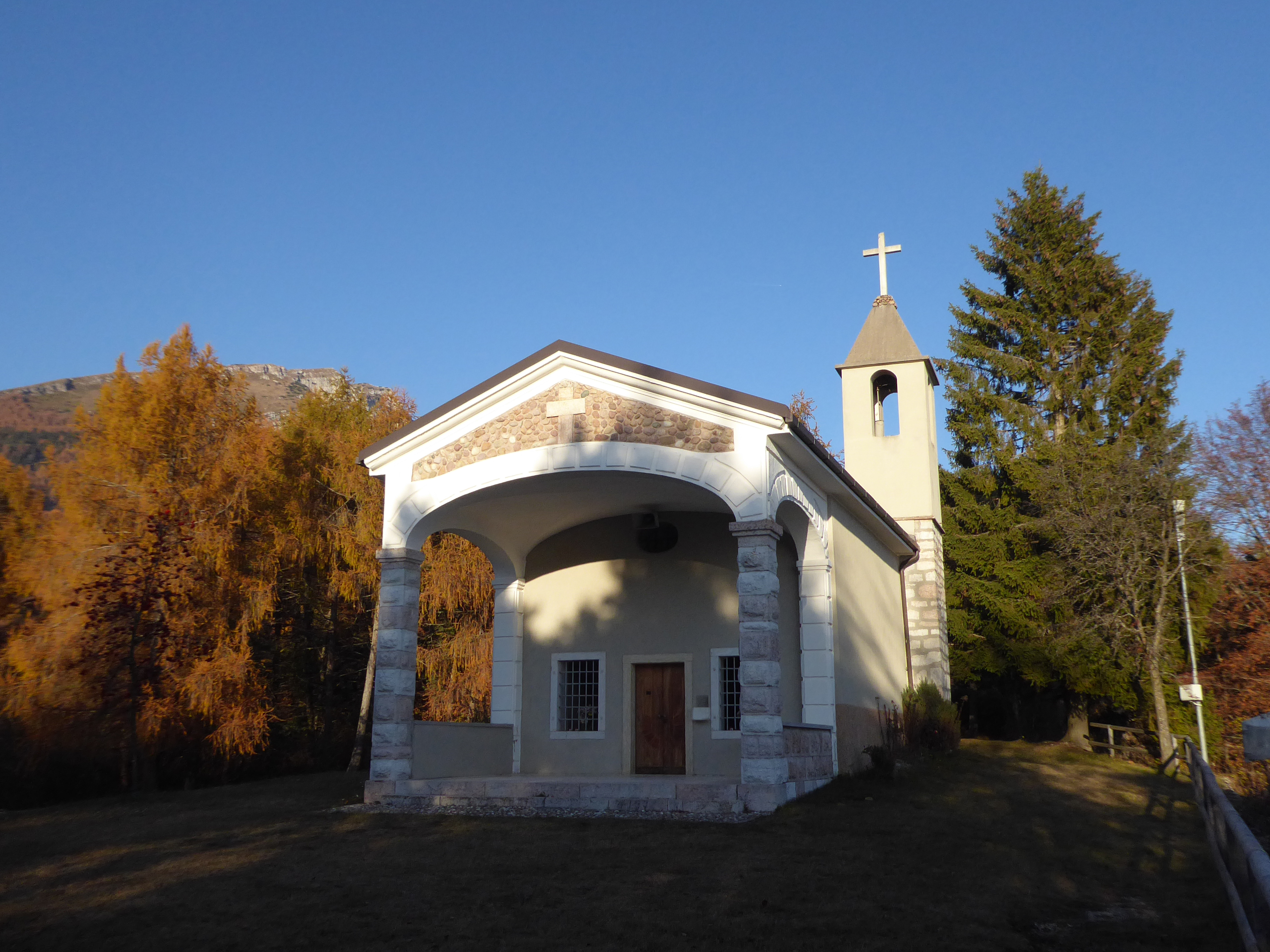
La chiesa di Sant'Antonio di Padova sul monte sopra Santa Barbara

Ronzo-Chienis è noto in tutto il Trentino per i suoi prodotti agricoli biologici, in particolare patate, cavoli, carote e fagioli. Un evento importante legato all'agricoltura è la Mostra Mercato: una mostra dei prodotti tipici della Val di Gresta organizzata ormai da più di quarant'anni. Trovandosi nei pressi del lago di Garda è anche meta di un crescente numero di turisti tedeschi.

## Amministrazione
| Periodo           | Periodo           | Primo cittadino     | Partito              | Carica  | Note |
| ----------------- | ----------------- | ------------------- | -------------------- | ------- | ---- |
| 25 agosto 1983    | 4 giugno 1990     | Franca Gentili      | Democrazia Cristiana | Sindaco |      |
| 4 giugno 1990     | 5 giugno 1995     | Franca Gentili      | Democrazia Cristiana | Sindaco |      |
| 5 giugno 1995     | 15 maggio 2000    | Alberto Cappelletti | Lista civica         | Sindaco |      |
| 15 maggio 2000    | 9 maggio 2005     | Alberto Cappelletti | Lista civica         | Sindaco |      |
| 9 maggio 2005     | 18 maggio 2010    | Alberto Cappelletti | Lista civica         | Sindaco |      |
| 18 maggio 2010    | 10 maggio 2015    | Mirko Martinelli    | Lista civica         | Sindaco |      |
| 11 maggio 2015    | 22 settembre 2020 | Piera Benedetti     | Lista civica         | Sindaco |      |
| 22 settembre 2020 | in carica         | Gianni Carotta      | Lista civica         | Sindaco |      |

### Gemellaggi
- Buttenheim, dal 2009.[10]